# Seonbawi

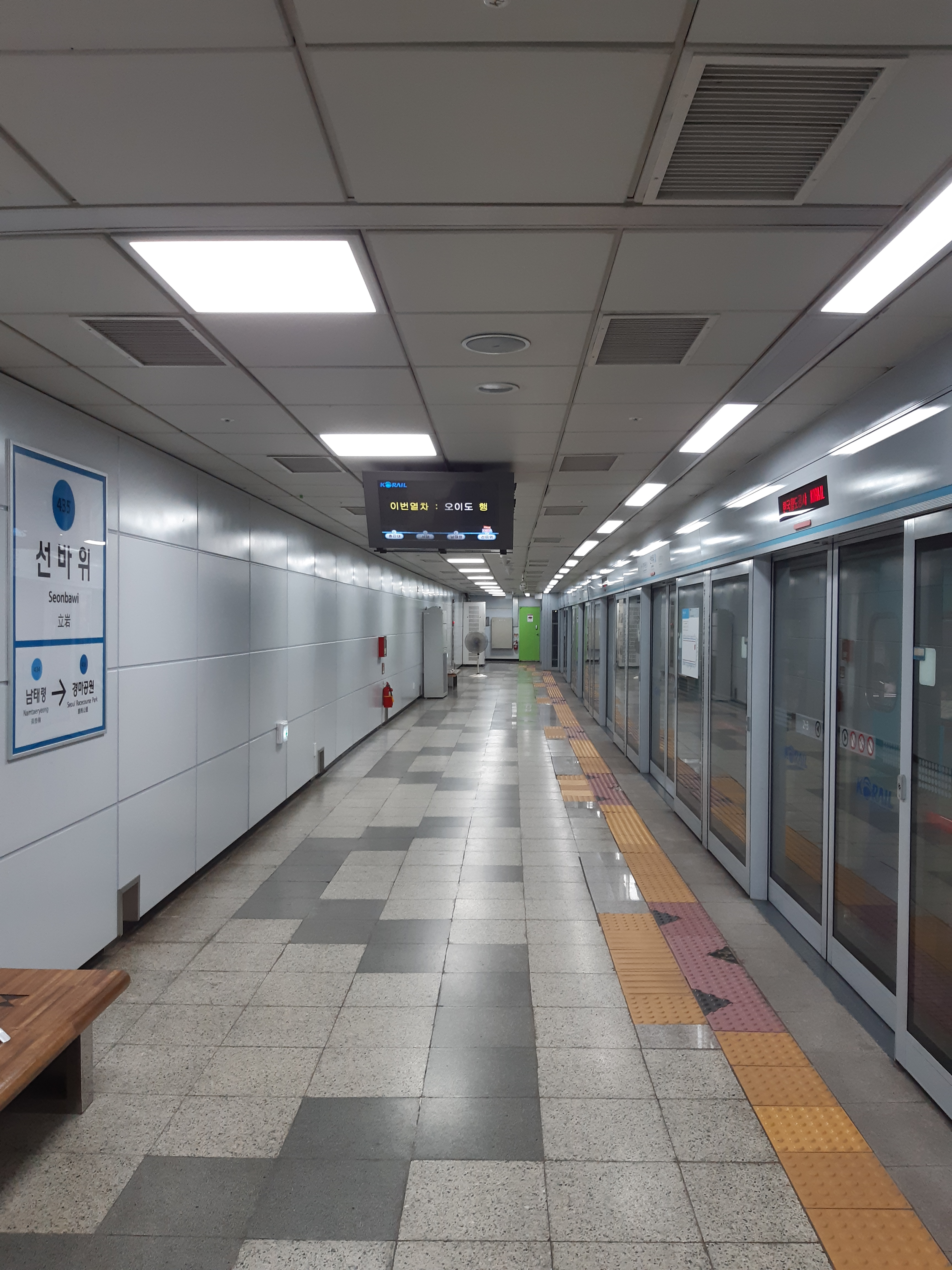
Estación Seonbawi (Seonbawi-yeok)

Estación Seonbawi (Seonbawi-yeok) es una estación de la Línea Gwacheon, ubicada en Gwacheon-si, Gyeonggi-do, fue construida para conectar con la Línea 4 de metro de Seúl. La mayoría de los pasajeros utilizan la estación como el punto de transferencia entre varios autobuses y la Línea 4. Además de unas pocas paradas de autobús, en realidad no hay otras más en las cercanías de esta estación.

## Historia
- 1 de abril de 1994: La apertura de la estación.